# جمعية مرشدات بوركينا فاسو
جمعية مرشدات بوركينا فاسو هي المنظمة الإرشادية الوطنية في بوركينا فاسو تأسست في عام 1955، وأصبحت عضوا منتسب في الجمعية العالمية للمرشدات وفتيات الكشافة في عام 1972 وعضوا كامل العضوية في عام 2002. المنظمة موجهه للفتيات فقط وتضم 12،716 عضوة اعتبارا من 2003.